# Maria Kolokouri
Maria Kolokouri,. más conocida por su seudónimo Tristessa (Laconia, Grecia, 6 de abril de 1977-10 de agosto de 2014), fue una cantante y compositora griega, siendo vocalista y bajista de la banda conformada por mujeres de black metal Astarte.

## Carrera musical
En la década de 1990, Tristessa fue la bajista de la banda de death metal Lloth, que se convirtió en la antecesora de Astarte. También participó como bajista en las bandas Insected y Vorphalack. Como músico invitada, actuó con las bandas de Bethor y Black Winter.
Maria fue la única integrante permanente de Astarte, lanzando 5 álbumes con la banda.

## Complicaciones de salud y muerte
A inicios del año 2013, fue ingresada en el hospital con un diagnóstico de leucemia, desde donde se dio de alta en febrero del mismo año. En abril, fue hospitalizada nuevamente como parte de la etapa de su quimioterapia. Tristessa fallece el 10 de agosto de 2014 por complicaciones relacionadas con su leucemia.

## Discografía

### Astarte
- Doomed Dark Years (1998)
- Rise From Within (2000)
- Quod Superius Sicut Inferius (2002)
- Sirens (2004)
- Demonized (2007)

### Lloth
- Dancing in the Dark Lakes of Evil (1997)

### Vorphalack
- Black Sorrow for a Dead Brother (Demo, 1995)
- Zephyrous / Vorphalack (1995)
- Lullabies of a Vampire (2001)